# Svenska farmakopén
Svenska farmakopén, i tidigare latinska utgåvor Pharmacopœa suecica, var den svenska farmakopén, en officiell samling av föreskrifter om framställning av läkemedel. I olika utgåvor gällde den från 1775 till 1965, då den ersattes av Nordiska farmakopén, som i sin tur har ersatts av Europeiska farmakopén.
Före 1775 utnyttjades i Sverige Pharmacopæa holmiensis, som utkom 1686.
Pharmacopœa suecica utkom 1775 i sin första upplaga, och var fram till 7:e upplagan skriven på latin. De 8:e-11:e upplagorna var på svenska. Farmakopén utgavs i Sverige av Sundhetskollegium, senare Medicinalstyrelsen, och fastställdes av Kunglig Majestät. Från och med den svenskspråkiga Ed. VIII ingick också bestämmelser om kvalitetskontroll av läkemedel.

## Upplagor

### På latin
- Editio Prima (Ed. I) 1775
- Editio Secunda (Ed. II) 1779
- Editio Tertia (Ed. III) 1784
- Editio Quarta (Ed. IV) 1790
- Editio Quinta (Ed. V) 1817, omtryckt 1826
- Editio Sexta (Ed. VI) 1845
- Editio Septima (Ed. VII) 1869, omtryckt fyra gånger, det sista omtrycket 1888

### På svenska
• Den svenska farmakopeen, Ed. VII. Stockholm: Oscar L. Lamm. 1871.
- Svenska farmakopén. Ed. VII. Stockholm: A. V. Carlson. 1883. Libris 1596710
- Svenska farmakopén 1901 = Pharmacopoea Svecica. Ed. VIII. Stockholm: Norstedt. 1901. Libris 1726543
- Svenska farmakopén 1908 = Pharmacopoea Svecica. Ed. IX (9. ed). Stockholm: Norstedt. 1908. Libris 2127750. https://runeberg.org/svfarma08/
- Svenska farmakopén 1925 = Pharmacopoea Svecica. Ed. X (10. ed). Stockholm: Norstedt. 1925. Libris 13552969
- Svenska farmakopén 1946 = Pharmacopoea Svecica. Ed. XI. Stockholm. 1946. Libris 2641158